# В. Б. Раджендра Прасад
Вирамачанени Бабу Раджендрапрасад (англ. Veeramachaneni Babu Rajendra Prasad, более известный как В. Б. Раджендра Прасад телугу వి.బి.రాజేంద్రప్రసాద్; 4 ноября 1932, Гудивада, Кришна, Мадрасское президентство, Британская Индия, Британская империя — 12 января 2015, Хайдарабад, Индия) — индийский кинопродюсер и кинорежиссёр
, снимавший фильмы на языке телугу. Отец актёра Джагапати Бабу.

## Биография
Родился 4 ноября 1932 года в Гудиваде (ныне входит в округ Кришна, штат Андхра-Прадеш) в семье богатых землевладельцев. С детства страдал от астмы.
Учился в колледже в Какинаде. Во время учебы увлёкся актёрской игрой и исполнял женские роли в студенческих спектаклях.
Хотел стать актёром, но Аккинени Нагесвара Рао посоветовал ему стать продюсером.
В 1959 году открыл продюсерскую компанию Jagapati Art Pictures и выпустил свой первый фильм Annapurna, который был хорошо принят зрителями и оставался в прокате 50 недель.
Главную роль в фильме сыграл его родственник К. Джаггайя. Всего Джаггайя снялся в 18 из 24 картин Jagapati Art Pictures. Супер-хитом также стала драма Aradhana 1962 года, официальный ремейк бенгальского фильма с Уттамом Кумаром.
В 1971 году состоялся его режиссёрский дебют с картиной Dasara Bullodu, главную роль в которой сыграл АНР, ставший неизменным героем фильмов Jagapati Art Pictures в то время. Лишь когда тот отправился в США для лечения, в фильме Manchi Manushulu 1976 года его сменил Собхан Бабу. Фильм стал блокбастером и шёл больше 100 дней в 5 кинотеатрах штата.
Всего за свою карьеру Раджендра Прасад снял 34 фильма как продюсер и 14 как режиссёр, включая 2 на хинди (Raaste Pyar Ke и Bekaraar) и 3 на тамильском (Engal Thanga Raja, Uthaman и Pattakkathi Bhairavan). В 1980-х годах, после того, как один из фильмов Раджендры провалился, его карьера резко пошла на спад. Оставив киноиндустрию, он последовал по духовному пути и сыграл важную роль в развитии храма в Фильм Нагаре, где проводил много времени в свои последние годы.
Раджендра Прасад скончался в частном госпитале 12 января 2015 года, оставив жену и троих сыновей, один из которых — актёр Джагапати Бабу.

## Награды
- 1965 — Национальная кинопремия за лучший фильм на телугу — Antastulu[6]
- 1965 — Filmfare Award за лучший фильм на телугу — Antastulu[7]
- 1966 — Filmfare Award за лучший фильм на телугу — Aastiparulu[7]
- 2000 — Памятная награда имени К. В. Редди[8]
- 2003 — Премия имени Рагхупати Венкайи Найду[9]